# Veli Lehto
Viljo Leopold Lehtinen, född 1 december 1904  i Åbo, död 19 juli 1965 i Åbo, var en finländsk sångare och präst. Han är mest känd för att under pseudonymen Veli Lehto varit solist i orkestern Dallapé mellan 1930 och 1937. 
Lehtinen blev student 1927  och sångare i orkestern Dallapé 1930. På hösten 1929 medföljde han, Hannes Kettunen och Ville Alanko på Dallapés inspelningsresa till Berlin som organiserades av Pohjoismainen Sähkö Oy. Inspelningarna, som gjordes för bolagen Odeon och Homocord, blev mycket populära i hemlandet, särskilt de foxtrotar som skrevs och komponerades av Martti Jäppilä och Valto Tynnilä. Lehtinen nådde stor framgång med skivorna Kivikauden mies och Yö Altailla. När orkesterns huvudsolist Ville Alanko plötsligt avled 1931 blev Lehtinen orkesterns främste sångare. Under perioden 1930–1937 gjorde Lehtinen totalt 129 skivinspelningar med Dallapé och orkestern Seminola. Sina sista inspelningar gjorde Lehtinen med kören Ylioppilaskunnan Laulajat i London 1938.
Intäkterna från skivförsäljningen använde Lehtinen till att finansiera sina teologistudier. Orsaken till att Lehtinen inte uppträdde under eget namn eller medverkade vid några offentliga konserter med Dallapé, var att det vid tiden hade varit kontroversiellt om en präststuderande ägnade sig åt okristlig underhållningsmusik. 1939 blev Lehtinen präst och verkade vid Åbo domkyrkoförsamling, där han var körledare och församlingens mest uppskattade vigselpräst. Han tjänstgjorde också som kyrkoherde i Nådendal, Reso och Mellilä. Utanför församlingen var han dirigent för Kristliga Föreningen för Unga Mäns kör samt för Finlands Ungdomskör.